# Strongylognathus palaestinensis
Strongylognathus palaestinensis är en myrart som beskrevs av Menozzi 1933. Strongylognathus palaestinensis ingår i släktet Strongylognathus och familjen myror. IUCN kategoriserar arten globalt som sårbar. Inga underarter finns listade i Catalogue of Life.